# Mount Carleton Provincial Park
Het Mount Carleton Provincial Park is een provinciaal park in de Canadese provincie New Brunswick. Het park werd opgericht in 1970 en is het grootste provinciale park van de provincie met een oppervlakte van 174 vierkante kilometer. Het is gesitueerd in de afgelegen hooglanden van het noord-centrale deel van de provincie. De meest nabije plaats is Edmundston. De dominante natuurlijke kenmerken van het gebied betreffen de hoogste piek in de Maritieme Provincies, Mount Carleton, en verschillende zoetwatermeren (Nictau Lake, Little Nictau Lake, Bathurst Lake en de Nepisiguit Lakes).
Het gebied is gelegen aan de bovenloop van de rivieren Nepisiguit en Tobique, de meren bieden een handige transportroute tussen de stroomgebieden van de Nepisiguit en Saint John.
De bergen in het park zijn een geërodeerd overblijfsel van weerstandbiedende stollingsgesteenten die overbleven na een oude schiervlakte uit het Mesozoïcum werd opgeheven in het Cenozoïcum om een plateau te vormen, en vervolgens ontleed door miljoenen jaren van erosie door wind, water en gletsjerijs.